# Teoria da produção
A Teoria da Produção é uma teoria que faz parte da teoria microeconômica integrada. A teoria da produção é sobre o processo de produção. É o processo de conversão dos fatores de produção nos produtos finais. Os fatores de produção são bens cuja utilidade é derivada da sua capacidade em ser convertidos em bens finais.
A relação entre as funções de produção, em relação a variação do produto final em relação a variação da aplicação de um fator de produção especifico ou a variação de todos os fatores simultaneamente é o tópico central dessa teoria.
Podemos definir produção como qualquer utilização dos recursos que converte ou transforma uma mercadoria em uma mercadoria diferente no tempo e/ou no espaço.
A função de produção mostra a produção máxima que uma empresa pode obter para cada combinação específica de insumos.